# Episodi di Voltron: Legendary Defender (sesta stagione)
La sesta stagione della serie d'animazione Voltron: Legendary Defender, composta questa volta da 7 episodi, è stata interamente pubblicata su Netflix il 15 giugno 2018.
In Italia è andata in onda dal 19 al 31 ottobre 2018 su K2.
| N° (serie) | N° (stagione) | Titolo originale          | Titolo italiano                | Data in USA    | Data Italia     |
| ---------- | ------------- | ------------------------- | ------------------------------ | -------------- | --------------- |
| 46         | 01            | Omega Shield              | Scudo omega                    | 15 giugno 2018 | 19 ottobre 2018 |
| 47         | 02            | Razor's Edge              | Viaggio nell'universo quantico | 15 giugno 2018 | 23 ottobre 2018 |
| 48         | 03            | Monsters & Mana           | Monsters & Mana                | 15 giugno 2018 | 24 ottobre 2018 |
| 49         | 04            | The Colony                | La colonia                     | 15 giugno 2018 | 25 ottobre 2018 |
| 50         | 05            | The Black Paladins        | I paladini neri                | 15 giugno 2018 | 26 ottobre 2018 |
| 51         | 06            | All Good Things           | Un aiuto insperato             | 15 giugno 2018 | 30 ottobre 2018 |
| 52         | 07            | Defender of All Universes | Paladino di tutti gli universi | 15 giugno 2018 | 31 ottobre 2018 |